# Ľubor Kresák
Ľubor Kresák, slovaški astronom, * 23. avgust 1927, Velke Topolčani (slovaško Veľké Topoľčany), Slovaška, † 20. januar 1994, Bratislava, Slovaška. 

## Delo
Bil je soodkritelj dveh kometov : periodičnega 41P/Tuttle-Giacobini-Kresák in neperiodičnega kometa C/1954 M2 (Kresak-Peltier).
Njemu v čast so poimenovali asteroid 1849 Kresak.
Asterroid 9821 Gitakresáková se imenuje po njegovi ženi Margiti Kresákovi (rojena Vozárová).
1. 1 2  data.bnf.fr: platforma za odprte podatke — 2011.